# Lefua echigonia
Lefua echigonia är en fiskart som beskrevs av Jordan och Richardson, 1907. Lefua echigonia ingår i släktet Lefua och familjen grönlingsfiskar. Inga underarter finns listade i Catalogue of Life.